# Za historií řepařské drážky a okolí
Za historií řepařské drážky a okolí je název naučné stezky v okrese Kolín, která přibližuje historii pěstování cukrové řepy na Kolínsku, ale také historii Kolínské řepařské drážky a obcí, kterými trasa prochází.

## Obnova řepařské drážky
V roce 2000 došlo k založení občanského sdružení Klub pro obnovu Kolínské řepařské dráhy, který se postupně pustil do obnovování trati. Dne 23. června 2007 došlo ke zprovoznění první, dvoukilometrové, části drážky o rozchodu 600 mm. Zároveň bylo vystavěno nádraží Kolín-Sendražice, v němž je dnes také muzeum. V roce 2010 došlo k prodloužení do stanice Výrovna, takže trať nyní měřila 2,4 km. O další rok později se za pomoci fondů Evropské unie a fondu Regionálního operačního programu Střední Čechy podařilo drážku prodloužit na 3,3 km až do stanice Mlýnek (na okraji osady Písečný Mlýn).